# Tomba de Saladí

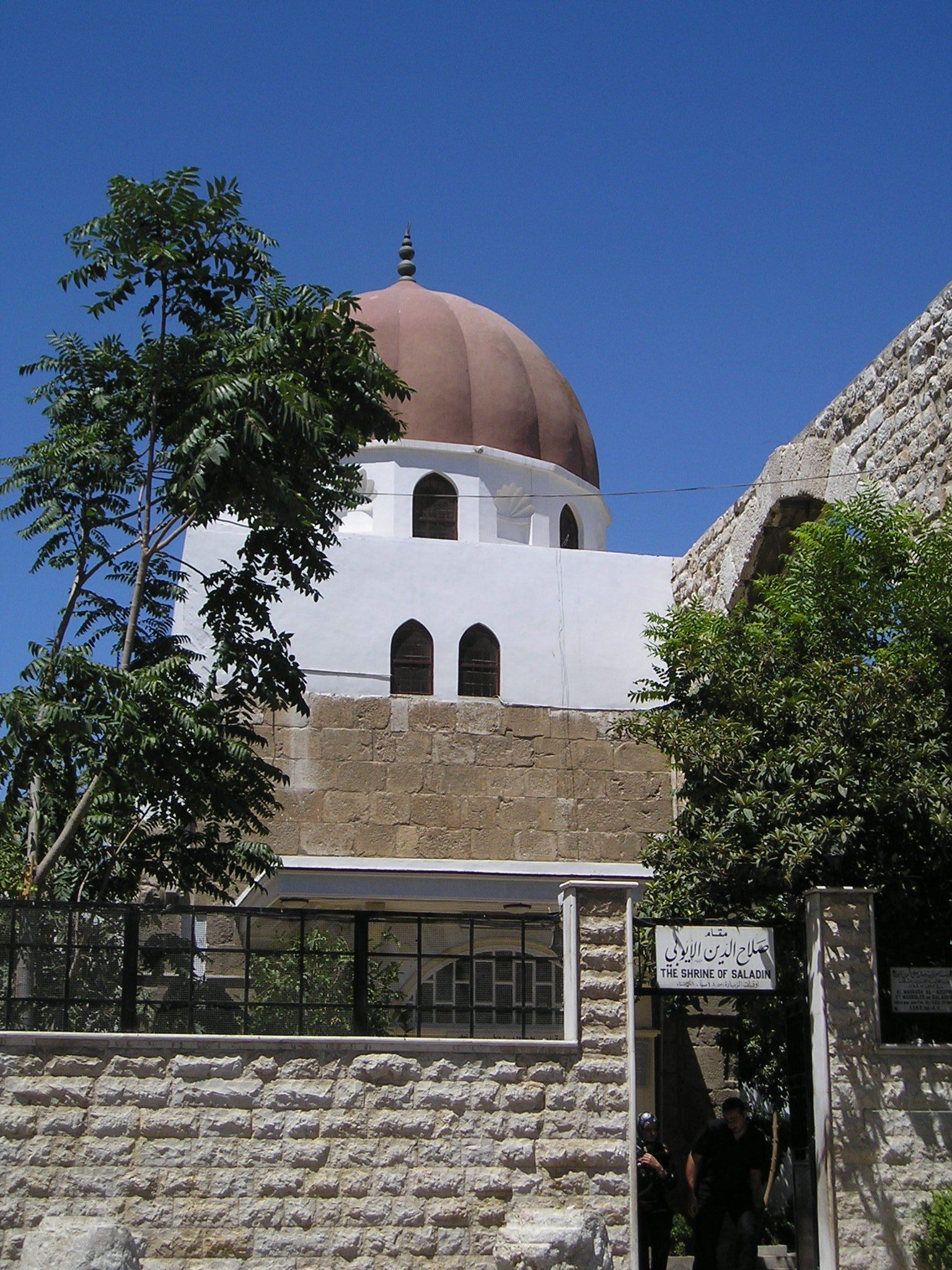
Tomba de Saladí, situada al costat nord-oest de la mesquita dels Omeies

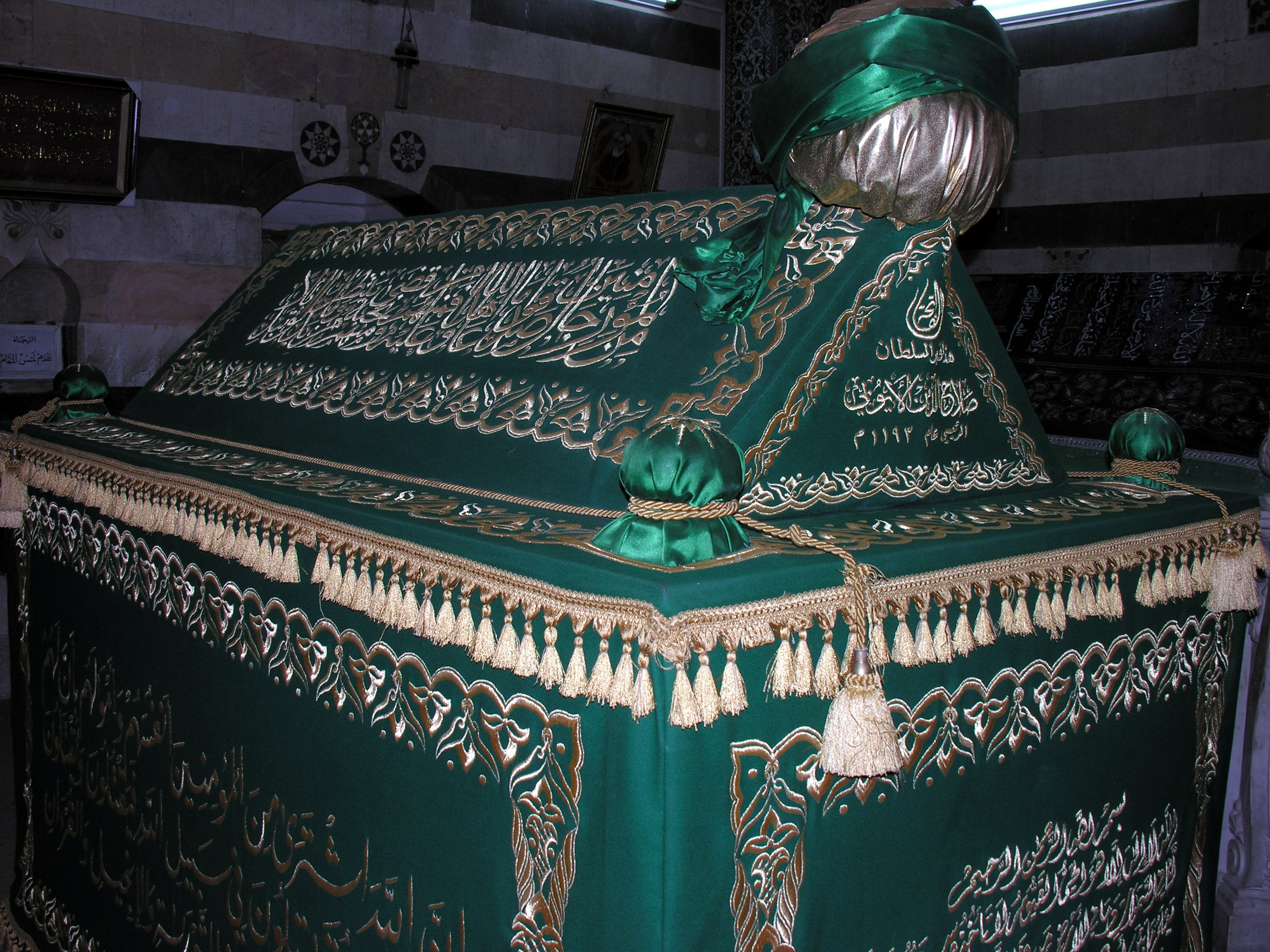
Imatge del sarcòfag de la tomba de Saladí

La tomba de Saladí (àrab: ضريح صلاح الدين الأيوبي, ḍarīḥ Ṣalāḥ ad-Dīn al-Ayyūbī) és el lloc on va ser sepultat Salah-ad-Din Yússuf ibn Ayyub, més conegut a Occident com Saladí, mort el 4 de març de 1193 a Damasc, la capital de Síria.

## Situació
La tomba se situa en el costat nord-oest de la mesquita dels Omeies o Gran mesquita de Damasc, la mesquita més important de Damasc i una de les més antigues i grans del món.

## Característiques

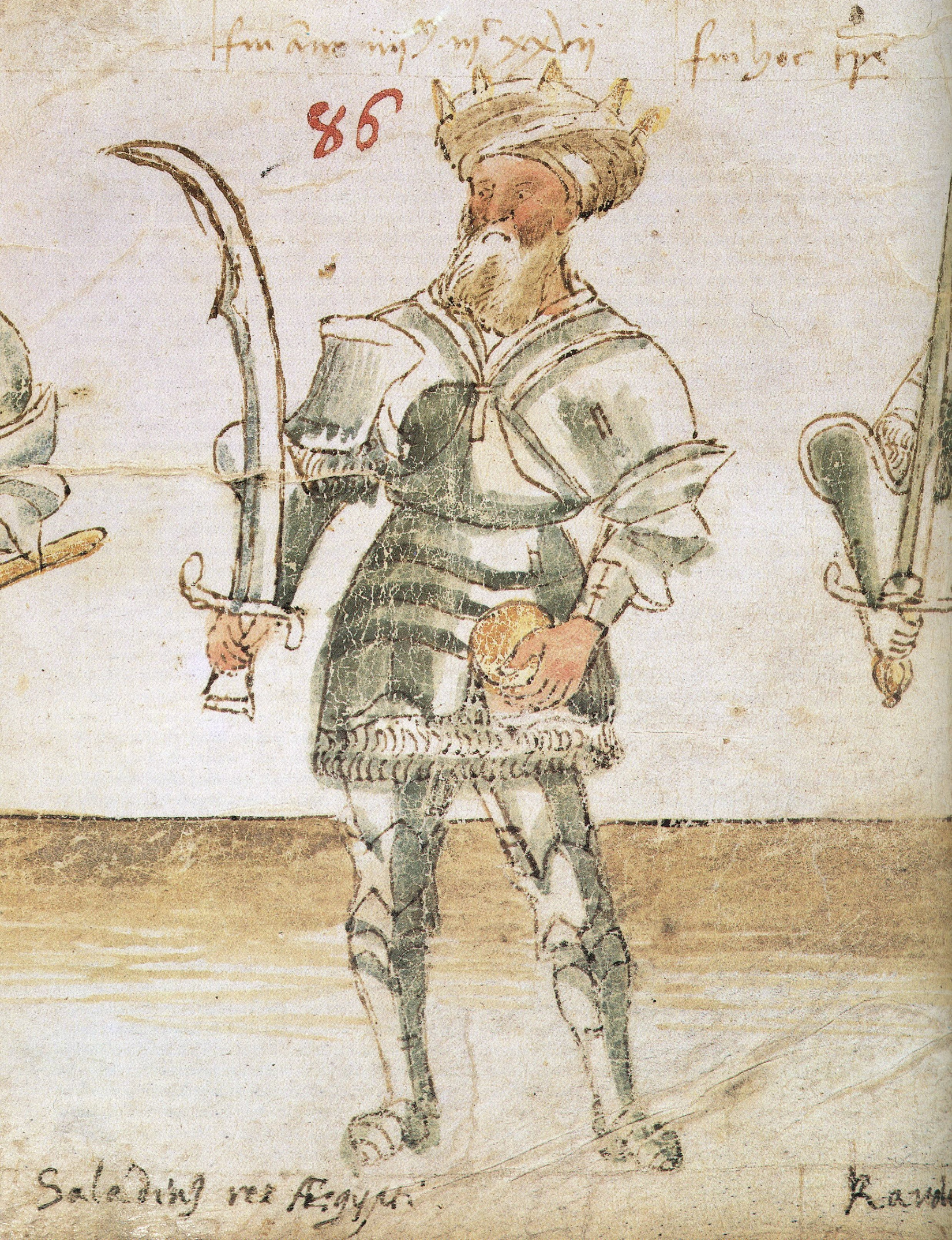
Saladin rex aegypti, d'un manuscrit del

L'emperador o kàiser alemany Guillem II va donar un sarcòfag de marbre, en el qual, emperò, no descansa el seu cos.
A la tomba s'exhibeixen l'original de fusta, en el qual hi ha el cos de Saladí, i el de marbre, buit.